# Liste des œuvres de Rebecca Clarke

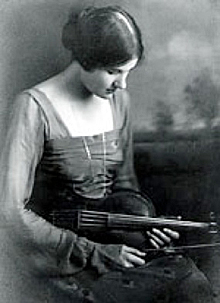
Rebecca Helferich Clarke avec un alto

Cet article présente la liste des œuvres de Rebecca Clarke.
| Genre              | Date               | Titre | Instrumentation                                            | Notes                                                                            |
| ------------------ | ------------------ | --- | ---------------------------------------------------------- | -------------------------------------------------------------------------------- |
| Orchestral         | 1941               | Combined Carols                                                                                                | pour orchestre à cordes                                    | original pour quatuor à cordes                                                   |
| Musique de chambre | 1907–1908          | Danse bizarre                                                                                                  | pour 2 violons et piano                                    | perdu ; retrouvé dans l'héritage de Rebecca Clarke ; créé en 2003                |
| Musique de chambre | 1907–1908          | Prelude | pour 2 violons et piano                                    | perdu ; retrouvé dans l'héritage de Rebecca Clarke ; créé en 2003                |
| Musique de chambre | 1907–1908          | Nocturne | pour 2 violons et piano                                    | perdu ; retrouvé dans l'héritage de Rebecca Clarke ; créé en 2003                |
| Musique de chambre | 1907–1908          | Finale | pour 2 violons et piano                                    | incomplet                                                                        |
| Musique de chambre | 1907–1909          | Sonata | pour violon et piano                                       | en un mouvement                                                                  |
| Musique de chambre | 1908–1909          | Sonata | pour violon et piano                                       |                                                                                  |
| Musique de chambre | 1909               | Lullaby | pour alto et piano                                         |                                                                                  |
| Musique de chambre | 1913               | Lullaby on an Ancient Irish Tune                                                                               | pour alto et piano                                         |                                                                                  |
| Musique de chambre | ca. 1916           | 2 Pieces - Lullaby - Grotesque                                                                                 | pour alto ou violon et violoncelle                         |                                                                                  |
| Musique de chambre | 1917–1918          | Morpheus (en)                                                                                                  | pour alto et piano                                         | composé sous le pseudonyme d'Anthony Trent ; Morphée est le Dieu grec des rêves. |
| Musique de chambre | 1917–1918          | Sans titre | pour alto et piano                                         |                                                                                  |
| Musique de chambre | 1918               | Lullaby | pour alto et piano                                         |                                                                                  |
| Musique de chambre | 1919               | Sonata (en) | pour alto ou violoncelle et piano                          |                                                                                  |
| Musique de chambre | 1921               | Chinese Puzzle                                                                                                 | pour violon ou alto et piano                               |                                                                                  |
| Musique de chambre | 1921, 1925         | Chinese Puzzle                                                                                                 | pour flûte, violon et violoncelle                          | à la base pour violon et piano                                                   |
| Musique de chambre | 1921               | Epilogue | pour violoncelle et piano                                  |                                                                                  |
| Musique de chambre | 1921               | Piano Trio | pour violon, violoncelle et piano                          |                                                                                  |
| Musique de chambre | 1923               | Rhapsody | pour violoncelle et piano                                  |                                                                                  |
| Musique de chambre | 1924               | Comodo et amabile                                                                                              | pour quatuor à cordes                                      |                                                                                  |
| Musique de chambre | 1924               | Midsummer Moon                                                                                                 | pour violon et piano                                       |                                                                                  |
| Musique de chambre | 1926               | Poem | pour quatuor à cordes                                      |                                                                                  |
| Musique de chambre | ca. 1940           | Sans titres | pour deux instruments                                      | non terminé                                                                      |
| Musique de chambre | 1941               | Combined Carols                                                                                                | pour quatuor à cordes                                      | aussi arrangé pour orchestre à cordes                                            |
| Musique de chambre | ?1940–1941         | Passacaglia on an Old English Tune in C minor                                                                  | pour alto ou violoncelle et piano                          | L'air est attribué à Thomas Tallis.                                              |
| Musique de chambre | 1941               | Prelude, Allegro and Pastorale                                                                                 | pour alto et clarinette                                    |                                                                                  |
| Musique de chambre | ?1941              | Dumka | pour violon, alto et piano                                 |                                                                                  |
| Musique de chambre | 1944               | I'll Bid My Heart Be Still (Old Scottish Border Melody)                                                        | pour alto et piano                                         |                                                                                  |
| Piano              | 1907–1908          | Theme and Variations                                                                                           | pour piano                                                 | perdu ; retrouvé dans l'héritage de Rebecca Clarke ; créé en 2003                |
| Piano              | ?1930              | Cortège | pour piano                                                 | corrigé dans les années 1970                                                     |
| Choral             | ca. 1906           | Now Fie on Love                                                                                                | pour chœurs d'homme                                        | texte anonyme                                                                    |
| Choral             | 1907               | Music, When Soft Voices Die                                                                                    | pour chœurs                                                | texte de Percy Bysshe Shelley                                                    |
| Choral             | ca. 1908           | A Lover's Dirge                                                                                                | pour chœurs                                                | texte tiré de Twelfth Night (La Nuit des rois) de William Shakespeare            |
| Choral             | ca. 1909           | The Owl (When Cats Run Home and Light Is Come)                                                                 | pour chœurs                                                | texte d'Alfred Tennyson                                                          |
| Choral             | ca. 1911–1912      | Come, Oh Come, My Life's Delight                                                                               | pour chœurs                                                | texte de Thomas Campion ; aussi pour voix et piano                               |
| Choral             | ca. 1911–1912      | My Spirit Like a Charmed Bark Doth Float                                                                       | pour chœurs                                                | texte de Percy Bysshe Shelley                                                    |
| Choral             | ca. 1911–1912      | Weep You No More Sad Fountains                                                                                 | pour chœurs                                                | texte anonyme (John Dowland?) ; aussi pour voix et piano                         |
| Choral             | ca. 1914           | Philomela | pour chœurs                                                | texte de Philip Sidney                                                           |
| Choral             | 1921               | He That Dwelleth in the Secret Place (Psalm 91)                                                                | pour solistes SATB et chœurs                               |                                                                                  |
| Choral             | 1928               | There Is No Rose of Such Virtue                                                                                | pour baryton solo et alto, ténor, baryton, basse et chœurs | d'après un chant de noël anglais du XVe siècle                                   |
| Choral             | ca. 1937           | Ave Maria | pour chœur de femmes                                       |                                                                                  |
| Choral             | ca. 1943           | Chorus from Hellas                                                                                             | pour chœur de femmes                                       |                                                                                  |
| Vocal              | ca. 1903           | Wandrers Nachtlied                                                                                             | pour voix et piano                                         | texte de Johann Wolfgang von Goethe                                              |
| Vocal              | 1904               | Ah, for the Red Spring Rose                                                                                    | pour voix et piano                                         |                                                                                  |
| Vocal              | 1904               | Aufblick | pour voix et piano                                         | texte de Richard Dehmel                                                          |
| Vocal              | 1904               | Shiv and the Grasshopper                                                                                       | pour voix et piano                                         | texte tiré du Livre de la jungle de Rudyard Kipling                              |
| Vocal              | ca. 1904           | Chanson | pour voix et piano                                         | texte de Maurice Maeterlinck                                                     |
| Vocal              | ca. 1904           | Klage | pour voix et piano                                         | texte de Richard Dehmel                                                          |
| Vocal              | ca. 1904           | O Welt | pour voix et piano                                         |                                                                                  |
| Vocal              | ca. 1904           | Stimme im Dunkeln                                                                                              | pour voix et piano                                         | texte de Richard Dehmel                                                          |
| Vocal              | 1905               | Du | pour voix et piano                                         | texte de Richard von Schaukal (en)                                               |
| Vocal              | ca. 1905           | The Moving Finger Writes                                                                                       | pour voix et piano                                         | texte tiré des Rubaiyat traduit par Edward FitzGerald                            |
| Vocal              | ca. 1905           | Oh, Dreaming World                                                                                             | pour voix et piano                                         |                                                                                  |
| Vocal              | ca. 1905           | Wiegenlied | pour voix, violon et piano                                 | texte de Detlev von Liliencron                                                   |
| Vocal              | 1906               | Durch die Nacht                                                                                                | pour voix et piano                                         | texte de Richard Dehmel                                                          |
| Vocal              | ca. 1906           | Nach einem Regen                                                                                               | pour voix et piano                                         | texte de Richard Dehmel                                                          |
| Vocal              | ca. 1907           | Das Ideal | pour voix et piano                                         | texte de Richard Dehmel                                                          |
| Vocal              | 1907               | Magna est veritas                                                                                              | pour voix et piano                                         | texte de Coventry Patmore                                                        |
| Vocal              | 1907               | Manche Nacht                                                                                                   | pour voix et piano                                         | texte de Richard Dehmel                                                          |
| Vocal              | 1907               | Nacht für Nacht                                                                                                | pour 2 voix et piano                                       | texte de Richard Dehmel                                                          |
| Vocal              | 1907               | Vergissmeinnicht                                                                                               | pour voix et piano                                         | texte de Richard Dehmel                                                          |
| Vocal              | ca. 1909           | Spirits | 2 voix aigües et piano                                     | texte de Robert Bridges                                                          |
| Vocal              | ca. 1910           | The Color of Life                                                                                              | pour voix et piano                                         | texte tiré d'écrits traditionnels chinois                                        |
| Vocal              | ca. 1910           | Return of Spring                                                                                               | pour voix et piano                                         | texte tiré d'écrits traditionnels chinois                                        |
| Vocal              | ca. 1910           | Tears | pour voix et piano                                         | texte tiré d'écrits traditionnels chinois                                        |
| Vocal              | ca. 1911           | The Folly of Being Comforted                                                                                   | pour voix et piano                                         | texte de William Butler Yeats                                                    |
| Vocal              | ca. 1911–1912 1926 | Come, Oh Come, My Life's Delight                                                                               | pour voix et piano                                         | texte de Thomas Campion; version originale pour chœurs                           |
| Vocal              | ca. 1912           | The Cloths of Heaven                                                                                           | pour voix et piano                                         | texte de William Butler Yeats                                                    |
| Vocal              | ca. 1912           | Shy One | pour voix et piano                                         | texte de William Butler Yeats                                                    |
| Vocal              | ca. 1912           | Weep You No More Sad Fountains                                                                                 | pour voix et piano                                         | texte anonyme (John Dowland?) ; aussi pour chœurs                                |
| Vocal              | ca. 1912–1913      | Away Delights                                                                                                  | pour 2 voix et piano                                       | texte de John Fletcher                                                           |
| Vocal              | ca. 1912–1913      | Hymn to Pan | pour ténor, baryton et piano                               | texte de John Fletcher                                                           |
| Vocal              | ca. 1913           | Infant Joy | pour voix et piano                                         | texte de William Blake                                                           |
| Vocal              | 1919               | Down by the Salley Gardens                                                                                     | pour voix et piano                                         | texte de William Butler Yeats ; aussi pour voix et violon                        |
| Vocal              | 1920               | Psalm 63 | pour voix et piano                                         |                                                                                  |
| Vocal              | 1922               | The Seal Man                                                                                                   | pour voix et piano                                         | texte de John Masefield                                                          |
| Vocal              | 1924               | Three Old English Songs - It Was a Lover and His Lass - Phyllis on the New Mown Hay - The Tailor and His Mouse | pour voix et violon                                        | 1. texte de William Shakespeare                                                  |
| Vocal              | 1925               | June Twilight                                                                                                  | pour voix et piano                                         | texte de John Masefield                                                          |
| Vocal              | 1926               | A Dream | pour voix et piano                                         | texte de William Butler Yeats                                                    |
| Vocal              | 1926               | Poem (Adagio)                                                                                                  | pour voix et quatuor à cordes                              |                                                                                  |
| Vocal              | 1926               | Sleep | pour ténor, baryton et piano                               | texte de John Fletcher; 2 versions                                               |
| Vocal              | 1926               | Three Irish Country Songs - I Know My Love - I Know Where I'm Goin - As I Was Goin to Ballynure                | pour voix et violon                                        |                                                                                  |
| Vocal              | ca. 1926           | Take, O Take Those Lips Away                                                                                   | pour ténor, baryton et piano                               | texte tiré de Measure for Measure de William Shakespeare                         |
| Vocal              | 1927               | The Cherry-blossom Wand                                                                                        | pour voix et piano                                         | texte d'Anna Wickham (en)                                                        |
| Vocal              | 1927               | Eight O'clock                                                                                                  | pour voix et piano                                         | texte d'Alfred Edward Housman                                                    |
| Vocal              | ca. 1928           | Greeting | pour voix et piano                                         | texte d'Ella Young                                                               |
| Vocal              | 1929               | The Aspidistra                                                                                                 | pour voix et piano                                         | texte de Claude Flight (en)                                                      |
| Vocal              | 1929               | Cradle Song | pour voix et piano                                         | texte de William Blake                                                           |
| Vocal              | 1929–1933          | The Tiger (Tiger, Tiger)                                                                                       | pour voix et piano                                         | texte de William Blake                                                           |
| Vocal              | ca. 1940           | Binnorie | pour voix et piano                                         | texte tiré de la ballade traditionnelle The Twa Sisters (en)                     |
| Vocal              | ca. 1940           | Daybreak | pour voix et quatuor à cordes                              | texte de John Donne                                                              |
| Vocal              | 1941               | Lethe | pour voix et piano                                         | texte de Edna St. Vincent Millay                                                 |
| Vocal              | 1942               | The Donkey | pour voix et piano                                         | texte de G. K. Chesterton                                                        |
| Vocal              | 1919, 1950s        | Down by the Salley Gardens                                                                                     | pour voix et violon                                        | texte de William Butler Yeats ; original pour voix et violon                     |
| Vocal              | 1954               | God Made a Tree                                                                                                | pour voix et piano                                         | texte de Katherine Kendall                                                       |
| Vocal              |                    | Up-Hill | pour voix et piano                                         | texte de Christina Rossetti                                                      |

## Sources
- (en) Cet article est partiellement ou en totalité issu de l’article de Wikipédia en anglais intitulé « List of compositions by Rebecca Clarke » (voir la liste des auteurs).